# NGC 63
NGC 63 es una galaxia espiral localizada en la constelación de Piscis. Se encuentra ubicado en AR 00h 17m 45.5s, dec −11° 27′ 01″ y tiene una magnitud aparente de 12.63.